# Hendrick de Clerck

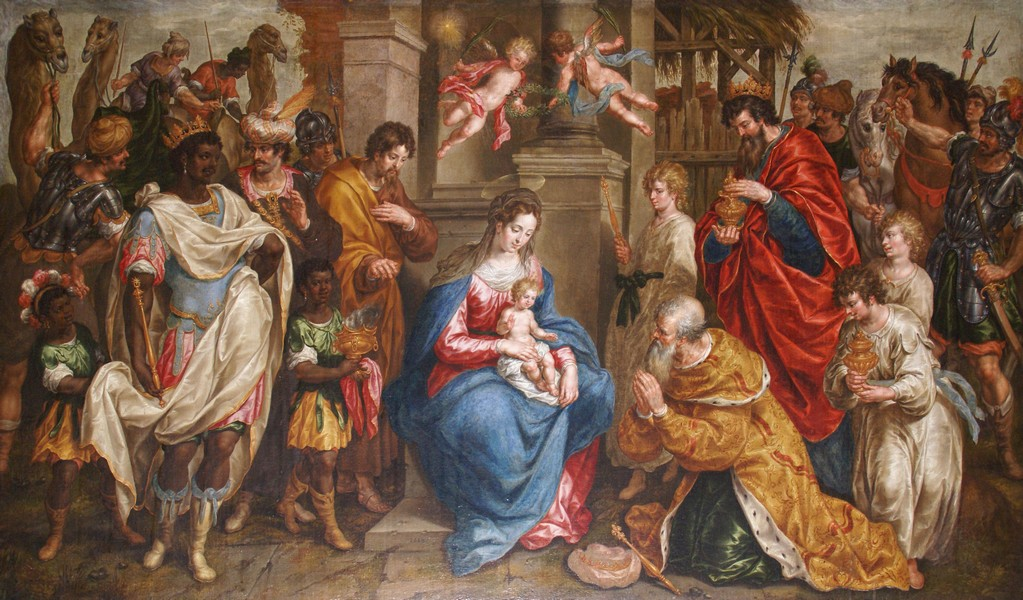
Hendrick de Clerck - Aanbidding der koningen

Hendrick de Clerck (ca. 1560 - 1630) was een Brussels kunstenaar. De Clerck liet een uitgebreide en veelzijdige productie na van altaarstukken, religieuze kabinetstukken, mythologische voorstellingen en enkele historische taferelen.

## Leven
Hendrick de Clerck is vermoedelijk geboren omstreeks 1560. De vroegste gegevens over zijn leven ontbreken, al is vrijwel zeker dat hij in de leer is gegaan bij de Antwerpse kunstenaar Maerten de Vos. Misschien reist hij bij het einde van de jaren 1580 naar Italië. In 1590 moet hij zeker in Brussel zijn geweest: hij voltooit er zijn eerste gedocumenteerde opdracht en trouwt er kort nadien. Hij zal zijn hele bekende leven in Brussel blijven. In 1594 treedt De Clerck er als hofkunstenaar in dienst van aartshertog Ernst van Oostenrijk, en na diens dood in 1595 werkt hij voor de aartshertogen Albrecht en Isabella. Zo levert Hendrick de Clerck een belangrijke bijdrage bij de organisatie van de Brusselse intrede van aartshertog Albrecht in 1596, en van de Blijde Inkomst van Albrecht en Isabella in 1599. Bij het begin van de 17de eeuw contracteert hij met Wenceslas Cobergher over de uitvoering van plafondschilderingen in het oratorium van aartshertog Albrecht. Deze schilderingen gaan echter grotendeels verloren tijdens de brand in het Paleis op de Koudenberg in 1731. Ook daarnaast maakt hij nog tal van werken voor de aartshertogen en hun directe omgeving. Daarin wordt een vernuftig programma uitgewerkt, vol symboliek en politieke propaganda.
Hendrick de Clerck werkt ook vaak samen met andere kunstenaars, zoals Denijs van Alsloot en Jan Brueghel de Oude. In dat geval staan deze schilders in voor het landschap en voegt De Clerck daarbij de figuren toe.
De Clerck overlijdt in 1630 en wordt begraven in de Brusselse Sint-Gorikskerk. Enkele van zijn zonen zetten het atelier nog zeker tientallen jaren verder.

## Stijl

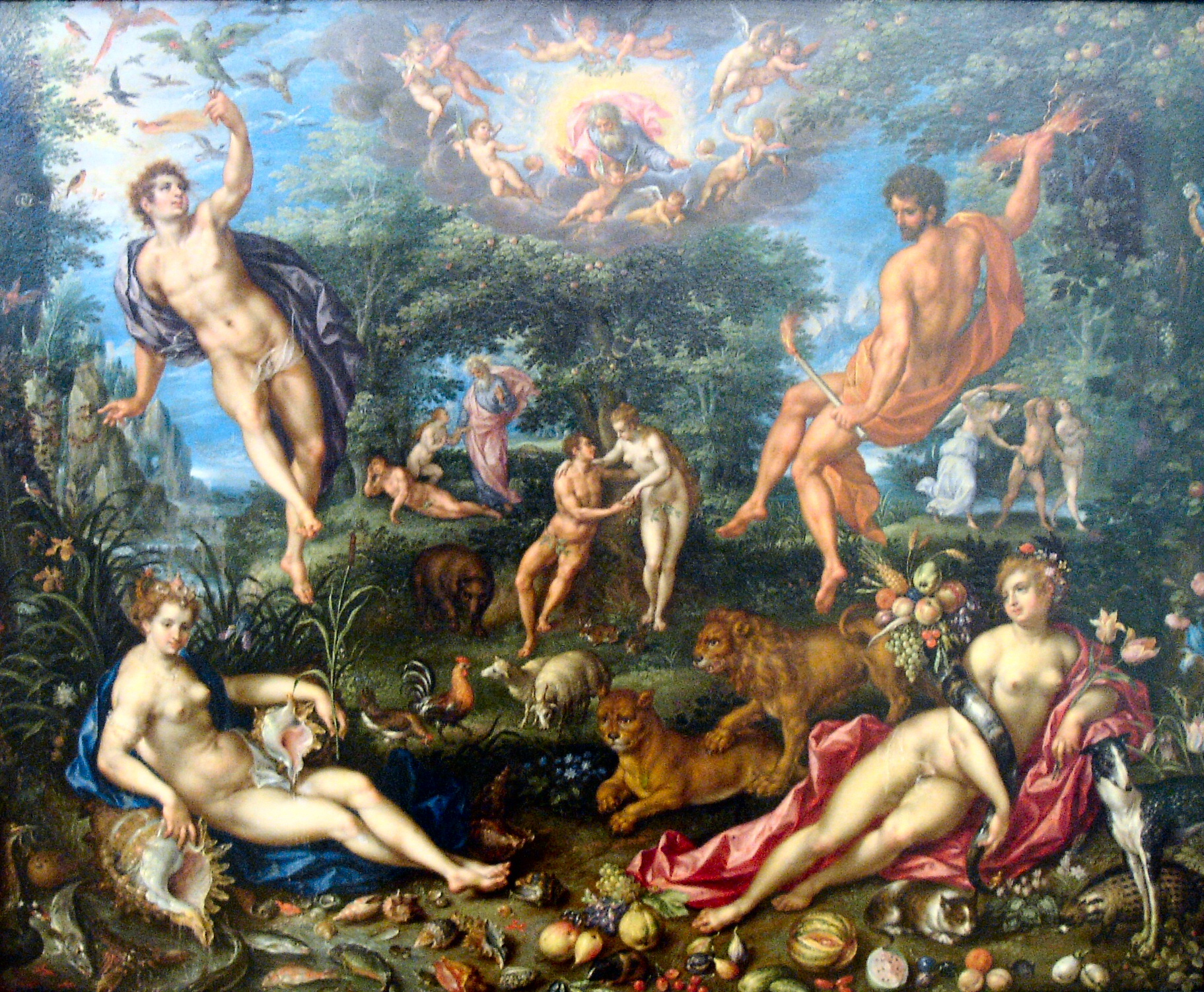
Hendrick de Clerck en Denijs van Alsloot - Het Aards Paradijs met de Vier Elementen, The Phoebus Foundation

Hendrick de Clerck is grosso modo een tijdgenoot van Peter Paul Rubens. In tegenstelling tot de meeste andere eigentijdse schilders, doet de kunstenaar echter amper pogingen om aansluiting te vinden bij de modieuze, nieuwe barokstijl. In plaats daarvan blijft hij gedurende zijn hele carrière trouw aan een heel herkenbare schilderwijze, met figuren in gezochte poses, vaak met duidelijk geprononceerde spieren en relatief kleine hoofden in verhouding tot hun lichaam. Dikwijls is de botstructuur onder het gelaat, in de vingerkootjes en in de tenen nadrukkelijk aanwezig. Typisch is ook een uitgesproken briljant kleurenpalet, waardoor vooral de werken op klein formaat een juweelachtig karakter hebben.
In de literatuur wordt Hendrick de Clerck vanwege zijn schilderstijl al eens beschouwd als een van de 'laatste maniëristen', en daarom stilistisch 'verouderd'. Nochtans lijkt het niet onwaarschijnlijk dat De Clerck met zijn stijl doelbewust aansluiting zoekt bij de schilderstijl van (hof)kunstenaars in Florence, München, Augsburg en Praag. Gezien De Clercks band met de in Brussel aanwezige Habsburgers, is het aannemelijk dat deze verwantschappen moeten bijdragen tot het artistieke aanzien van het Brusselse hof. Zo kan men zich onder andere dankzij De Clercks werk in Brussel meten met deze andere (artistiek) toonaangevende hoven.

## Werken

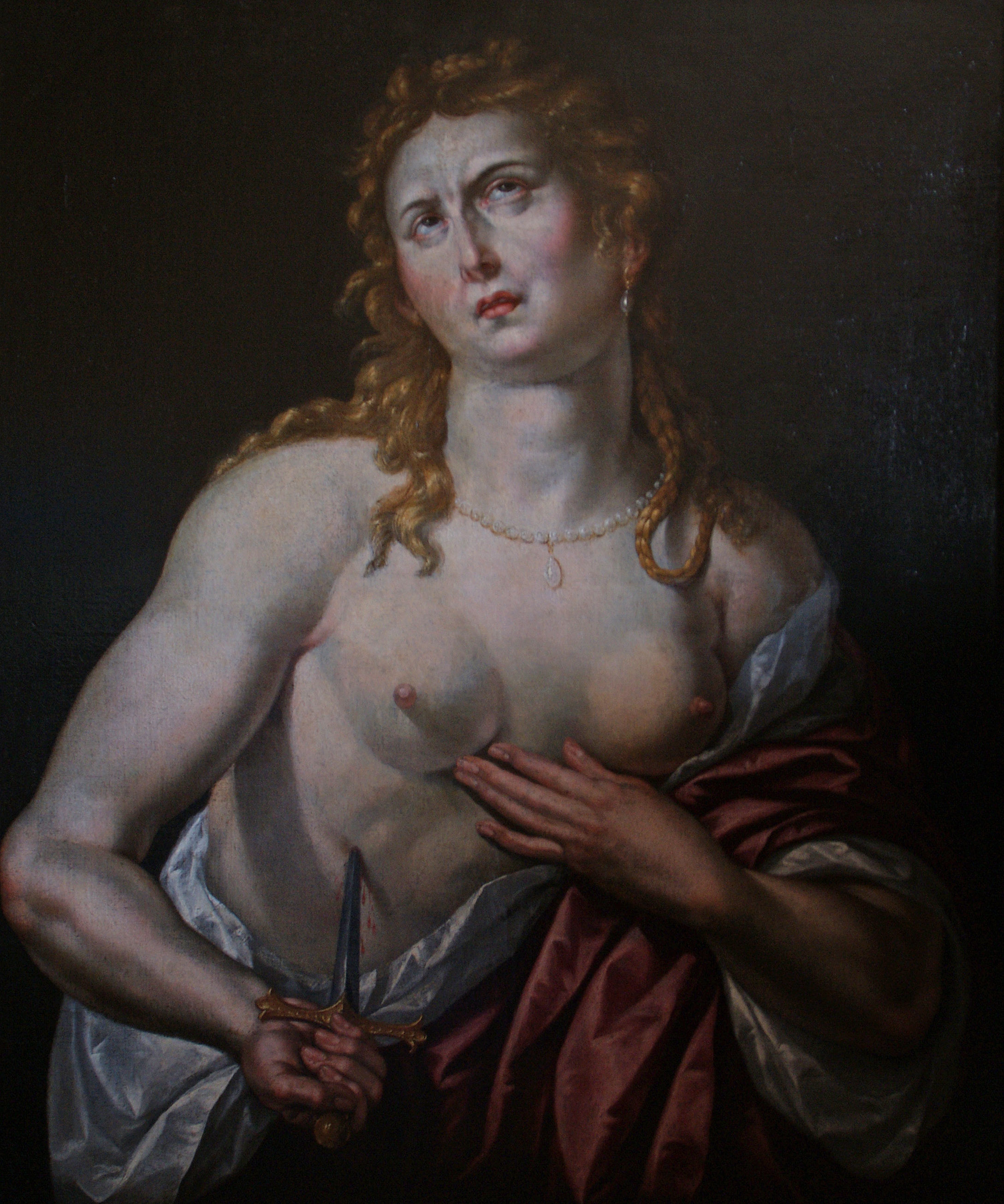
Hendrick de Clerck - De zelfmoord van Lucretia, privébezit

De Clercks oudste bekende werk is de Maagschap van de Heilige Anna (nu in Brussel, KMSK), dat dateert uit 1590 en oorspronkelijk werd gemaakt voor de Brusselse kerk van Sint-Michiel en Sint-Goedele. Later verhuist het werk naar de Brusselse Kapellekerk. Daar bevinden zich vandaag nog steeds een Aanbidding van de koningen, een Triptiek met de kruisiging, de Triptiek met de marteldood van de hh. Chrysanthos en Daria en een tweede versie van de Maagschap van de Heilige Anna.
Werk van Hendrick de Clerck is onder andere bewaard in:
- Brussel, Koninklijke Musea voor Schone Kunsten
- Brussel, Kapellekerk
- Anderlecht, Kerk van Sint-Pieters en Sint-Guido
- Asse, Sint-Martinuskerk
- Antwerpen, Koninklijk Museum voor Schone Kunsten
- Scherpenheuvel, Basiliek Onze-Lieve-Vrouw van Scherpenheuvel

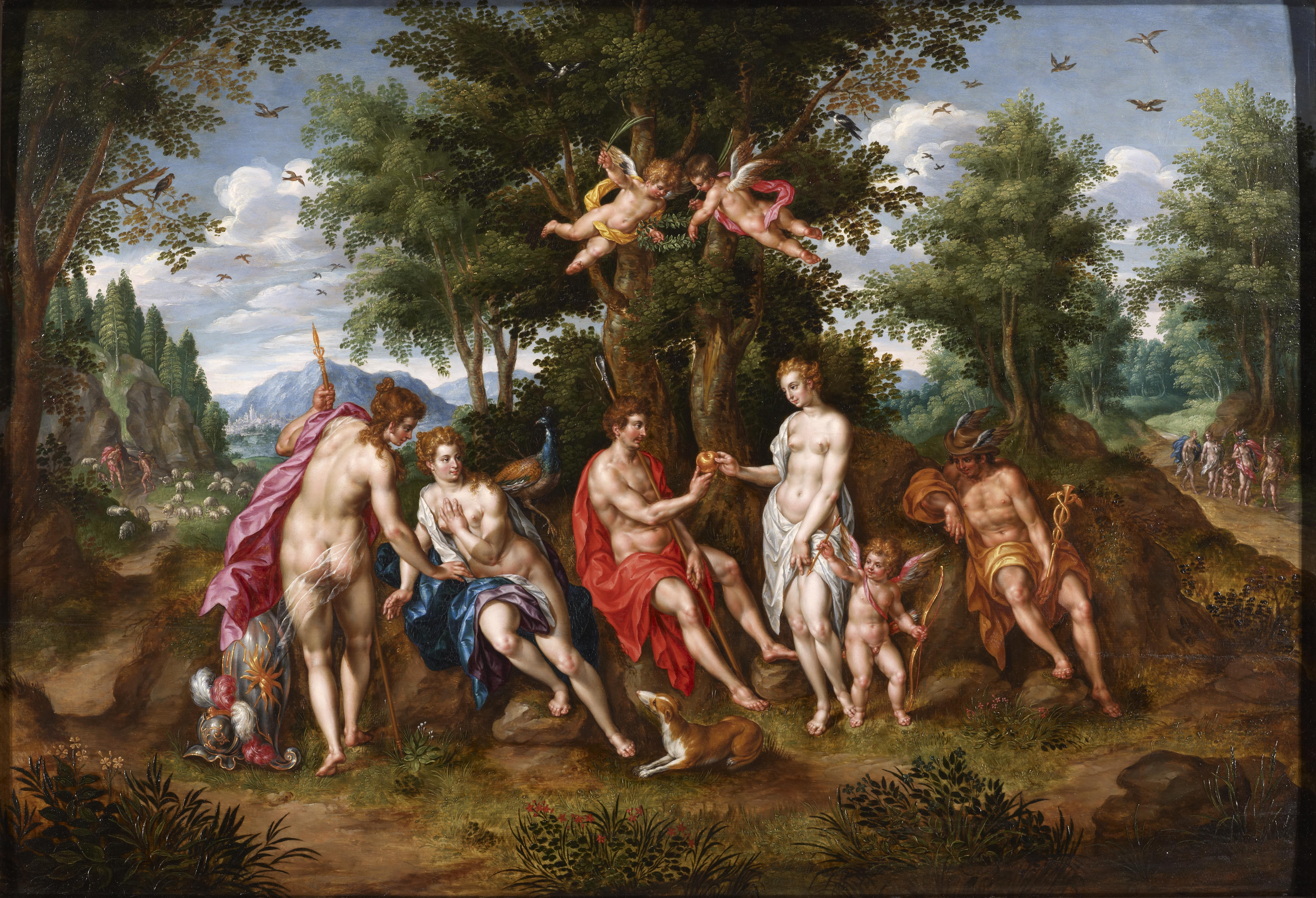
Hendrick De Clerck, Het Parisoordeel, The Phoebus Foundation